# La otra muerte
"La otra muerte" es uno de los cuentos que conforman El Aleph, un libro escrito por Jorge Luis Borges.

## Sinopsis
El relato, en primera persona a partir de una carta y la memoria del narrador, evoca la figura de Pedro Damián, un gaucho entrerriano que participó de la batalla de Masoller durante la guerra civil uruguaya. A través de diferentes personajes, Damián es visto como un valiente, un cobarde o alguien olvidado.
Los diferentes relatos que recoge sobre este personaje le permiten al narrador argumentar sobre el tiempo y la omnipotencia divina. Hay una relación explicitada entre el nombre del personaje y el teólogo medieval Pedro Damián. Vale recordar que, para Borges, la teología era "una rama de la literatura fantástica".